# Альгірдас Поцюс
А́льгірдас По́цюс (лит. Algirdas Pocius; *28 серпня 1930, Кетунай, Тиркшлайський повіт, Литва — 14 серпня 2021, Вільнюс, там же) — литовський письменник, політичний і громадський діяч.

## З життєпису
Навчався в Сєдській середній школі. У 1950-1952 роки навчався на факультеті литовської мови та літератури Клайпедського педагогічного інституту. Починаючи від 1952 року працював редактором, кореспондентом Клайпедського радіокомітету, від 1954 — кореспондент радіо Шяуляя.
В 1955 році переведений на роботу редактором літературних програм радіо у Вільнюсі. Від 1956 року працював у столиці у відділі художньої літератури журналу «Швитуріос». 
Починаючи від 1956 року — член Спілки письменників Литви. У 1958-1963 роки — консультант з прози, 1963-1981 — секретар Правління, 1981-1986 — заступник голови Спілки.
Від 1960 року — член КПРС, від 1990 — член Демократичної партії праці Литви. У період 1992-1996 років — Депутат Сейму Литовської Республіки.
Дружина Єлена, сини Гедрюс і Міндаугас.

## Творчість
Альгірдас Поцюс — плодовитий прозаїк, у творчості якого в центрі людина з її пошуками правди і свого місця в соціумі.
Бібліографія
- Rytmetis Užgirių kaime: proza. – Vilnius: Valstybinė grožinės literatūros leidykla, 1955. – 123 p.
- Žąsies kiaušinis: proza. – Vilnius: Valstybinė grožinės literatūros leidykla, 1959.
- Šešiolika raktų: proza. – Vilnius: Valstybinė grožinės literatūros leidykla, 1960. – 168 p.
- Verpetas: proza. – Vilnius: Valstybinė grožinės literatūros leidykla, 1963. – 186 p.
- Striukis keliauninkas: proza. – Vilnius: Valstybinė grožinės literatūros leidykla, 1964. – 20 p.
- Tik du sūnūs: proza. – Vilnius: Vaga, 1966. – 135 p.
- Randai medyje: proza. – Vilnius: Vaga, 1968. – 362 p.
- Ištirpę migloje: proza. – Vilnius: Vaga, 1972. – 185 p.
- Dobilų žydėjimas: apsakymai. – Vilnius: Vaga, 1975. – 280 p.
- Laiškas ant šalpusnio lapo: proza. – Vilnius: Vaga, 1977. – 102 p.
- Hommikul, kui vaevas uni. – Tallinn: Perioodika, 1977. – 96 p.
- Per laukus iki miesto: proza. – Vilnius: Vaga, 1979. – 278 p.
- Išskridę iš lizdo: proza. – Vilnius: Vaga, 1980. – 542 p.
- Почтальон Теофилис: Москва: Дет. лит., 1981.
- Вкус тмина: – Москва: Советский писатель, 1981.
- Liepos šešėlyje: proza. – Vilnius: Vaga, 1984. – 206 p.
- Striukis keliauninkas: proza. – Vilnius: Vaga, 1984. – 20 p.
- Барбоска – путешественник: – Вильнюс: Vaga, 1984.
- Įkaitai: romanas. – Vilnius: Vaga, 1987. – 216 p.
- Sūpuoklėse: proza. – Vilnius: Vyturys, 1989. – 214 p.
- Užmarštis: prozos rinktinė. – Vilnius: Vaga, 1990. – 368 p.
- Заложники: – Москва: Советский писатель, 1990.
- „Tik du sūnūs“Antros eilės pusbrolis: apsakymai ir apysaka. – Vilnius: Žuvėdra, 2000. – 286 p. – ISBN 9986500494
- Ekskomisaras; Vienarankis plėšikas; Dideli pinigai: apysakos. – Vilnius: Žuvėdra, 2005. – 254 p. – ISBN 9986-500-97-4
- Prie piliakalnio, kur vaidenasi (dail. Inga Galkinaitė). – Kaunas: Šviesa, 2006. – 8 p.: iliustr. – ISBN 5-430-04542-X
- Ponia Amnestija: apysakos ir apsakymai. – Vilnius: Lietuvos rašytojų sąjungos leidykla, 2007. – 204 p. – ISBN 978-9986-39-493-8

За оповіданням А. Поцюса «Крах» 1967 року створено першу частину кінострічки «Ігри дорослих людей».
Українською в перекладі Надії Непорожньої оповідання Альгірдаса Поцюса «Десять французьких слів» ввійшло до антології «Литовське радянське оповідання» (К.: «Дніпро», 1981. — С. 91-96; серія «Радянські оповідання»).

## Нагороди
- 1967 — Літературна премія Жемайте за оповідання „Tik du sūnūs“ («Тільки два сини»)
- 1980 — Заслужений діяч культури ЛитРСР
- 1982 — Державна премія ЛитРСР за книгу „Išskridę iš lizdo“ («Полетіла з гнізда»)
- 1985 — Премія Юоза Паукшеліса за книгу „Liepos šešėlyje“ («В тіні липня»)